# Élections municipales de 2026 dans le Bas-Rhin
Pour un article plus général, voir Élections municipales françaises de 2026.
Les élections municipales dans le Bas-Rhin sont prévues en mars 2026. Cette page ne traite que les communes de 3 000 habitants et plus dans le Bas-Rhin.

## Résultats à l'échelle du département

### Maires sortants et maires élus
| Commune                | Population (en 2022) | Maire sortant(e)           | Parti | Parti | Maire élu(e) | Parti | Parti |
| ---------------------- | -------------------- | -------------------------- | ----- | ----- | ------------ | ----- | ----- |
| Barr                   | 7 086                | Nathalie Kaltenbach-Ernst  |       | LR    |              |       |       |
| Benfeld                | 5 922                | Jacky Wolfarth             |       | DVD   |              |       |       |
| Betschdorf             | 4 212                | Adrien Weiss               |       | DVD   |              |       |       |
| Bischheim              | 18 289               | Jean-Louis Hoerlé          |       | LR    |              |       |       |
| Bischoffsheim          | 3 360                | Claude Lutz                |       | DVD   |              |       |       |
| Bischwiller            | 12 211               | Jean-Lucien Netzer         |       | MoDem |              |       |       |
| Bouxwiller             | 3 706                | Patrick Michel             |       | DVD   |              |       |       |
| Brumath                | 10 369               | Étienne Wolf               |       | LR    |              |       |       |
| Châtenois              | 4 265                | Luc Adoneth                |       | Agir  |              |       |       |
| Drusenheim             | 5 357                | Jacky Keller               |       | LR    |              |       |       |
| Eckbolsheim            | 7 237                | Isabelle Halb              |       | DVD   |              |       |       |
| Erstein                | 11 076               | Benoît Dintrich            |       | DVG   |              |       |       |
| Eschau                 | 5 847                | Yves Sublon                |       | DVD   |              |       |       |
| Fegersheim             | 5 769                | Thierry Schaal             |       | DVD   |              |       |       |
| Gambsheim              | 5 263                | Hubert Hoffmann            |       | DVD   |              |       |       |
| Geispolsheim           | 7 759                | Jean-Michel Schaeffer      |       | DVD   |              |       |       |
| Gerstheim              | 3 457                | Julien Koegler             |       | DVD   |              |       |       |
| Gundershoffen          | 3 808                | Victor Vogt                |       | LR    |              |       |       |
| Haguenau               | 36 070               | Claude Sturni              |       | DVD   |              |       |       |
| Herrlisheim            | 4 701                | Serge Schaeffer            |       | DVD   |              |       |       |
| Holtzheim              | 3 890                | Pia Imbs                   |       | DVC   |              |       |       |
| Hochfelden             | 4 039                | Georges Pfister            |       | LR    |              |       |       |
| Hœnheim                | 11 413               | Vincent Debes              |       | LR    |              |       |       |
| Hœrdt                  | 4 557                | Denis Riedinger            |       | DVD   |              |       |       |
| Illkirch-Graffenstaden | 27 339               | Thibaud Philipps           |       | LR    |              |       |       |
| Ingwiller              | 3 993                | Hans Doeppen               |       | DVD   |              |       |       |
| Lampertheim            | 3 475                | Murielle Fabre             |       | DVD   |              |       |       |
| Lingolsheim            | 20 683               | Catherine Graef-Eckert     |       | LR    |              |       |       |
| Marckolsheim           | 4 384                | Frédéric Pfliegersdoerffer |       | UDI   |              |       |       |
| Marlenheim             | 4 200                | Daniel Fischer             |       | DVD   |              |       |       |
| Mertzwiller            | 3 367                | Michel Schweighoeffer      |       | SE    |              |       |       |
| Molsheim               | 9 328                | Laurent Furst              |       | LR    |              |       |       |
| Mundolsheim            | 5 236                | Béatrice Bulou             |       | DVG   |              |       |       |
| Mutzig                 | 6 101                | Jean-Luc Schickelé         |       | DVD   |              |       |       |
| Niederbronn-les-Bains  | 4 372                | Anne Guillier              |       | DVD   |              |       |       |
| Oberhausbergen         | 5 652                | Cécile Delattre            |       | UDI   |              |       |       |
| Oberhoffen-sur-Moder   | 3 878                | Cathy Koessler-Herrmann    |       | SE    |              |       |       |
| Obernai                | 12 303               | Bernard Fischer            |       | LR    |              |       |       |
| Ostwald                | 13 492               | Fabienne Baas              |       | DVG   |              |       |       |
| Plobsheim              | 4 471                | Michèle Leckler            |       | DVG   |              |       |       |
| Reichshoffen           | 5 407                | Hubert Walter              |       | LR    |              |       |       |
| Reichstett             | 4 554                | Georges Schuler            |       | LR    |              |       |       |
| Rosheim                | 5 409                | Michel Herr                |       | UDI   |              |       |       |
| Saverne                | 11 323               | Stéphane Leyenberger       |       | LR    |              |       |       |
| Schweighouse-sur-Moder | 5 116                | Philippe Specht            |       | UDI   |              |       |       |
| Scherwiller            | 3 121                | Olivier Sohler             |       | DVD   |              |       |       |
| Schiltigheim           | 34 382               | Danielle Dambach           |       | LÉ    |              |       |       |
| Sélestat               | 19 523               | Marcel Bauer               |       | LR    |              |       |       |
| Seltz                  | 3 168                | Jean-Luc Ball              |       | DVD   |              |       |       |
| Souffelweyersheim      | 8 182                | Pierre Perrin              |       | UDI   |              |       |       |
| Soufflenheim           | 4 775                | Camille Scheydecker        |       | LR    |              |       |       |
| Soultz-sous-Forêts     | 3 125                | Christophe Schimpf         |       | SE    |              |       |       |
| Strasbourg             | 291 709              | Jeanne Barseghian          |       | LÉ    |              |       |       |
| Truchtersheim          | 4 328                | Justin Vogel               |       | LR    |              |       |       |
| Val-de-Moder           | 5 047                | Jean-Denis Enderlin        |       | DVD   |              |       |       |
| Vendenheim             | 6 005                | Philippe Pfrimmer          |       | DVD   |              |       |       |
| La Wantzenau           | 5 879                | Michèle Kannengieser       |       | DVD   |              |       |       |
| Wasselonne             | 5 777                | Michèle Eschlimann         |       | UDI   |              |       |       |
| Weyersheim             | 3 515                | Sylvie Roehlly             |       | DVD   |              |       |       |
| Wissembourg            | 7 541                | Sandra Fischer-Junck       |       | SE    |              |       |       |
| Wolfisheim             | 4 191                | Éric Amiet                 |       | LR    |              |       |       |

### Résultats en nombre de maires
| Partis       | Partis                               | Maires sortants | Maires élus | Évolution |
| ------------ | ------------------------------------ | --------------- | ----------- | --------- |
|              | Divers droite                        | 24              |             |           |
|              | Les Républicains                     | 18              |             |           |
| Total droite | Total droite                         | 42              |             |           |
|              | Union des démocrates et indépendants | 6               |             |           |
|              | Agir                                 | 1               |             |           |
|              | Divers centre                        | 1               |             |           |
|              | Mouvement démocrate                  | 1               |             |           |
| Total centre | Total centre                         | 9               |             |           |
|              | Divers gauche                        | 4               |             |           |
|              | Les Écologistes                      | 2               |             |           |
| Total gauche | Total gauche                         | 6               |             |           |
|              | Sans étiquette                       | 4               |             |           |
| Total        | Total                                | 61              | 61          | -         |

## Résultats dans les communes de plus de 3 000 habitants

### Barr
- Maire sortante : Nathalie Kaltenbach-Ernst (LR)
- 29 sièges à pourvoir au conseil municipal (population légale 2022 : 7 086 habitants)
- 12 sièges à pourvoir au conseil communautaire (CC du Pays de Barr)

| Tête de liste | Tête de liste | Parti(s) | Nuance | Premier tour | Premier tour | Second tour | Second tour | Sièges | Sièges |
| Tête de liste | Tête de liste | Parti(s) | Nuance | Voix         | %            | Voix        | %           | CM     | CC     |
| ------------- | ------------- | -------- | ------ | ------------ | ------------ | ----------- | ----------- | ------ | ------ |

### Benfeld
- Maire sortant : Jacky Wolfarth (DVD)
- 29 sièges à pourvoir au conseil municipal (population légale 2022 : 5 922 habitants)
- 6 sièges à pourvoir au conseil communautaire (CC du Canton d'Erstein)

| Tête de liste | Tête de liste | Parti(s) | Nuance | Premier tour | Premier tour | Second tour | Second tour | Sièges | Sièges |
| Tête de liste | Tête de liste | Parti(s) | Nuance | Voix         | %            | Voix        | %           | CM     | CC     |
| ------------- | ------------- | -------- | ------ | ------------ | ------------ | ----------- | ----------- | ------ | ------ |

### Betschdorf
- Maire sortant : Adrien Weiss (DVD)
- 27 sièges à pourvoir au conseil municipal (population légale 2022 : 4 212 habitants)
- 8 sièges à pourvoir au conseil communautaire (CC de l'Outre-Forêt)

| Tête de liste | Tête de liste | Parti(s) | Nuance | Premier tour | Premier tour | Second tour | Second tour | Sièges | Sièges |
| Tête de liste | Tête de liste | Parti(s) | Nuance | Voix         | %            | Voix        | %           | CM     | CC     |
| ------------- | ------------- | -------- | ------ | ------------ | ------------ | ----------- | ----------- | ------ | ------ |

### Bischheim
- Maire sortant : Jean-Louis Hoerlé (LR), ne se représente pas[2]
- 33 sièges à pourvoir au conseil municipal (population légale 2022 : 18 289 habitants)
- 3 sièges à pourvoir au conseil communautaire (Eurométropole de Strasbourg)

| Tête de liste | Tête de liste | Parti(s) | Nuance | Premier tour | Premier tour | Second tour | Second tour | Sièges | Sièges |
| Tête de liste | Tête de liste | Parti(s) | Nuance | Voix         | %            | Voix        | %           | CM     | CC     |
| ------------- | ------------- | -------- | ------ | ------------ | ------------ | ----------- | ----------- | ------ | ------ |

### Bischoffsheim
- Maire sortant : Claude Lutz (DVD)
- 23 sièges à pourvoir au conseil municipal (population légale 2022 : 3 360 habitants)
- 6 sièges à pourvoir au conseil communautaire (CC des Portes de Rosheim)

| Tête de liste | Tête de liste | Parti(s) | Nuance | Premier tour | Premier tour | Second tour | Second tour | Sièges | Sièges |
| Tête de liste | Tête de liste | Parti(s) | Nuance | Voix         | %            | Voix        | %           | CM     | CC     |
| ------------- | ------------- | -------- | ------ | ------------ | ------------ | ----------- | ----------- | ------ | ------ |

### Bischwiller
- Maire sortant : Jean-Lucien Netzer (MoDem), ne se représente pas[3]
- 33 sièges à pourvoir au conseil municipal (population légale 2022 : 12 211 habitants)
- 8 sièges à pourvoir au conseil communautaire (CA de Haguenau)

| Tête de liste | Tête de liste | Parti(s) | Nuance | Premier tour | Premier tour | Second tour | Second tour | Sièges | Sièges |
| Tête de liste | Tête de liste | Parti(s) | Nuance | Voix         | %            | Voix        | %           | CM     | CC     |
| ------------- | ------------- | -------- | ------ | ------------ | ------------ | ----------- | ----------- | ------ | ------ |

### Bouxwiller
- Maire sortant : Patrick Michel (DVD)
- 27 sièges à pourvoir au conseil municipal (population légale 2022 : 3 706 habitants)
- 8 sièges à pourvoir au conseil communautaire (CC de Hanau-La Petit Pierre)

| Tête de liste | Tête de liste | Parti(s) | Nuance | Premier tour | Premier tour | Second tour | Second tour | Sièges | Sièges |
| Tête de liste | Tête de liste | Parti(s) | Nuance | Voix         | %            | Voix        | %           | CM     | CC     |
| ------------- | ------------- | -------- | ------ | ------------ | ------------ | ----------- | ----------- | ------ | ------ |

### Brumath
- Maire sortant : Étienne Wolf (LR), ne se représente pas[4]
- 33 sièges à pourvoir au conseil municipal (population légale 2022 : 10 369 habitants)
- 6 sièges à pourvoir au conseil communautaire (CA de Haguenau)

| Tête de liste | Tête de liste | Parti(s) | Nuance | Premier tour | Premier tour | Second tour | Second tour | Sièges | Sièges |
| Tête de liste | Tête de liste | Parti(s) | Nuance | Voix         | %            | Voix        | %           | CM     | CC     |
| ------------- | ------------- | -------- | ------ | ------------ | ------------ | ----------- | ----------- | ------ | ------ |

### Châtenois
- Maire sortant : Luc Adoneth (Agir)
- 27 sièges à pourvoir au conseil municipal (population légale 2022 : 4 265 habitants)
- 6 sièges à pourvoir au conseil communautaire (CC de Sélestat)

| Tête de liste | Tête de liste | Parti(s) | Nuance | Premier tour | Premier tour | Second tour | Second tour | Sièges | Sièges |
| Tête de liste | Tête de liste | Parti(s) | Nuance | Voix         | %            | Voix        | %           | CM     | CC     |
| ------------- | ------------- | -------- | ------ | ------------ | ------------ | ----------- | ----------- | ------ | ------ |

### Drusenheim
- Maire sortant : Jacky Keller (LR)
- 29 sièges à pourvoir au conseil municipal (population légale 2022 : 5 357 habitants)
- 6 sièges à pourvoir au conseil communautaire (CC du Pays Rgénan)

| Tête de liste | Tête de liste | Parti(s) | Nuance | Premier tour | Premier tour | Second tour | Second tour | Sièges | Sièges |
| Tête de liste | Tête de liste | Parti(s) | Nuance | Voix         | %            | Voix        | %           | CM     | CC     |
| ------------- | ------------- | -------- | ------ | ------------ | ------------ | ----------- | ----------- | ------ | ------ |

### Eckbolsheim
- Maire sortante : Isabelle Halb (DVD)
- 29 sièges à pourvoir au conseil municipal (population légale 2022 : 7 237 habitants)
- 1 siège à pourvoir au conseil communautaire (Eurométropole de Strasbourg)

| Tête de liste | Tête de liste | Parti(s) | Nuance | Premier tour | Premier tour | Second tour | Second tour | Sièges | Sièges |
| Tête de liste | Tête de liste | Parti(s) | Nuance | Voix         | %            | Voix        | %           | CM     | CC     |
| ------------- | ------------- | -------- | ------ | ------------ | ------------ | ----------- | ----------- | ------ | ------ |

### Erstein
- Maire sortant : Benoît Dintrich (DVG)
- 33 sièges à pourvoir au conseil municipal (population légale 2022 : 11 076 habitants)
- 11 sièges à pourvoir au conseil communautaire (CC du Canton d'Erstein)

| Tête de liste            | Tête de liste | Parti(s) | Nuance | Premier tour | Premier tour | Second tour | Second tour | Sièges | Sièges |
| Tête de liste            | Tête de liste | Parti(s) | Nuance | Voix         | %            | Voix        | %           | CM     | CC     |
| ------------------------ | ------------- | -------- | ------ | ------------ | ------------ | ----------- | ----------- | ------ | ------ |
|                          | Kévin Diebold | DVD      |        |              |              |             |             |        |        |
|                          |               |          |        |              |              |             |             |        |        |
| Exprimés                 |               |          |        |              |              |             |             |        |        |
| Votes blancs             |               |          |        |              |              |             |             |        |        |
| Votes nuls               |               |          |        |              |              |             |             |        |        |
| Total                    | Total         | Total    | Total  |              | 100          |             | 100         | 33     | 11     |
| Absentions               |               |          |        |              |              |             |             |        |        |
| Inscrits / participation |               |          |        |              |              |             |             |        |        |

### Eschau
- Maire sortant : Yves Sublon (DVD)
- 29 sièges à pourvoir au conseil municipal (population légale 2022 : 5 847 habitants)
- 1 siège à pourvoir au conseil communautaire (Eurométropole de Strasbourg)

| Tête de liste | Tête de liste | Parti(s) | Nuance | Premier tour | Premier tour | Second tour | Second tour | Sièges | Sièges |
| Tête de liste | Tête de liste | Parti(s) | Nuance | Voix         | %            | Voix        | %           | CM     | CC     |
| ------------- | ------------- | -------- | ------ | ------------ | ------------ | ----------- | ----------- | ------ | ------ |

### Fegersheim
- Maire sortant : Thierry Schaal (DVD)
- 29 sièges à pourvoir au conseil municipal (population légale 2022 : 5 769 habitants)
- 1 siège à pourvoir au conseil communautaire (Eurométropole de Strasbourg)

| Tête de liste | Tête de liste | Parti(s) | Nuance | Premier tour | Premier tour | Second tour | Second tour | Sièges | Sièges |
| Tête de liste | Tête de liste | Parti(s) | Nuance | Voix         | %            | Voix        | %           | CM     | CC     |
| ------------- | ------------- | -------- | ------ | ------------ | ------------ | ----------- | ----------- | ------ | ------ |

### Gambsheim
- Maire sortant : Hubert Hoffmann (DVD)
- 29 sièges à pourvoir au conseil municipal (population légale 2022 : 5 263 habitants)
- 5 sièges à pourvoir au conseil communautaire (CC du Pays Rhénan)

| Tête de liste | Tête de liste | Parti(s) | Nuance | Premier tour | Premier tour | Second tour | Second tour | Sièges | Sièges |
| Tête de liste | Tête de liste | Parti(s) | Nuance | Voix         | %            | Voix        | %           | CM     | CC     |
| ------------- | ------------- | -------- | ------ | ------------ | ------------ | ----------- | ----------- | ------ | ------ |

### Geispolsheim
- Maire sortant : Jean-Michel Schaeffer (DVD)
- 29 sièges à pourvoir au conseil municipal (population légale 2022 : 7 759 habitants)
- 1 siège à pourvoir au conseil communautaire (Eurométropole de Strasbourg)

| Tête de liste | Tête de liste | Parti(s) | Nuance | Premier tour | Premier tour | Second tour | Second tour | Sièges | Sièges |
| Tête de liste | Tête de liste | Parti(s) | Nuance | Voix         | %            | Voix        | %           | CM     | CC     |
| ------------- | ------------- | -------- | ------ | ------------ | ------------ | ----------- | ----------- | ------ | ------ |

### Gerstheim
- Maire sortant : Julien Koegler (DVD)
- 23 sièges à pourvoir au conseil municipal (population légale 2022 : 3 457 habitants)
- 3 sièges à pourvoir au conseil communautaire (CC du canton d'Erstain)

| Tête de liste | Tête de liste | Parti(s) | Nuance | Premier tour | Premier tour | Second tour | Second tour | Sièges | Sièges |
| Tête de liste | Tête de liste | Parti(s) | Nuance | Voix         | %            | Voix        | %           | CM     | CC     |
| ------------- | ------------- | -------- | ------ | ------------ | ------------ | ----------- | ----------- | ------ | ------ |

### Gundershoffen
- Maire sortant : Victor Vogt (LR)
- 27 sièges à pourvoir au conseil municipal (population légale 2022 : 3 808 habitants)
- 5 sièges à pourvoir au conseil communautaire (CC du Pays de Niederbronn-les-Bains)

| Tête de liste | Tête de liste | Parti(s) | Nuance | Premier tour | Premier tour | Second tour | Second tour | Sièges | Sièges |
| Tête de liste | Tête de liste | Parti(s) | Nuance | Voix         | %            | Voix        | %           | CM     | CC     |
| ------------- | ------------- | -------- | ------ | ------------ | ------------ | ----------- | ----------- | ------ | ------ |

### Haguenau
- Maire sortant : Claude Sturni (DVD)
- 39 sièges à pourvoir au conseil municipal (population légale 2022 : 36 070 habitants)
- 23 sièges à pourvoir au conseil communautaire (CA de Haguenau)

| Tête de liste | Tête de liste | Parti(s) | Nuance | Premier tour | Premier tour | Second tour | Second tour | Sièges | Sièges |
| Tête de liste | Tête de liste | Parti(s) | Nuance | Voix         | %            | Voix        | %           | CM     | CC     |
| ------------- | ------------- | -------- | ------ | ------------ | ------------ | ----------- | ----------- | ------ | ------ |

### Herrlisheim
- Maire sortant : Serge Schaeffer (DVD)
- 27 sièges à pourvoir au conseil municipal (population légale 2022 : 4 701 habitants)
- 5 sièges à pourvoir au conseil communautaire (CC du Pays Rhénan)

| Tête de liste | Tête de liste | Parti(s) | Nuance | Premier tour | Premier tour | Second tour | Second tour | Sièges | Sièges |
| Tête de liste | Tête de liste | Parti(s) | Nuance | Voix         | %            | Voix        | %           | CM     | CC     |
| ------------- | ------------- | -------- | ------ | ------------ | ------------ | ----------- | ----------- | ------ | ------ |

### Holtzheim
- Maire sortante : Pia Imbs (DVC)
- 27 sièges à pourvoir au conseil municipal (population légale 2022 : 3 890 habitants)
- 1 siège à pourvoir au conseil communautaire (Eurométropole de Strasbourg)

| Tête de liste | Tête de liste | Parti(s) | Nuance | Premier tour | Premier tour | Second tour | Second tour | Sièges | Sièges |
| Tête de liste | Tête de liste | Parti(s) | Nuance | Voix         | %            | Voix        | %           | CM     | CC     |
| ------------- | ------------- | -------- | ------ | ------------ | ------------ | ----------- | ----------- | ------ | ------ |

### Hochfelden
- Maire sortant : Georges Pfister (LR)
- 27 sièges à pourvoir au conseil municipal (population légale 2022 : 4 039 habitants)
- 10 sièges à pourvoir au conseil communautaire (CC du Pays de la Zorn)

| Tête de liste | Tête de liste | Parti(s) | Nuance | Premier tour | Premier tour | Second tour | Second tour | Sièges | Sièges |
| Tête de liste | Tête de liste | Parti(s) | Nuance | Voix         | %            | Voix        | %           | CM     | CC     |
| ------------- | ------------- | -------- | ------ | ------------ | ------------ | ----------- | ----------- | ------ | ------ |

### Hœnheim
- Maire sortant : Vincent Debes (LR)
- 33 sièges à pourvoir au conseil municipal (population légale 2022 : 11 413 habitants)
- 2 sièges à pourvoir au conseil communautaire (Eurométropole de Strasbourg)

| Tête de liste | Tête de liste | Parti(s) | Nuance | Premier tour | Premier tour | Second tour | Second tour | Sièges | Sièges |
| Tête de liste | Tête de liste | Parti(s) | Nuance | Voix         | %            | Voix        | %           | CM     | CC     |
| ------------- | ------------- | -------- | ------ | ------------ | ------------ | ----------- | ----------- | ------ | ------ |

### Hœrdt
- Maire sortant : Denis Riedinger (DVD)
- 27 sièges à pourvoir au conseil municipal (population légale 2022 : 4 557 habitants)
- 8 sièges à pourvoir au conseil communautaire (CC de la Basse-Zorn)

| Tête de liste | Tête de liste | Parti(s) | Nuance | Premier tour | Premier tour | Second tour | Second tour | Sièges | Sièges |
| Tête de liste | Tête de liste | Parti(s) | Nuance | Voix         | %            | Voix        | %           | CM     | CC     |
| ------------- | ------------- | -------- | ------ | ------------ | ------------ | ----------- | ----------- | ------ | ------ |

### Illkirch-Graffenstaden
- Maire sortant : Thibaud Philipps (LR)
- 35 sièges à pourvoir au conseil municipal (population légale 2022 : 27 339 habitants)
- 6 sièges à pourvoir au conseil communautaire (Eurométropole de Strasbourg)

| Tête de liste            | Tête de liste     | Parti(s) | Nuance | Premier tour | Premier tour | Second tour | Second tour | Sièges | Sièges |
| Tête de liste            | Tête de liste     | Parti(s) | Nuance | Voix         | %            | Voix        | %           | CM     | CC     |
| ------------------------ | ----------------- | -------- | ------ | ------------ | ------------ | ----------- | ----------- | ------ | ------ |
|                          | Pascale Gendrault | SE       |        |              |              |             |             |        |        |
|                          | Thibaud Philipps, | LR-RE    |        |              |              |             |             |        |        |
|                          |                   |          |        |              |              |             |             |        |        |
| Exprimés                 |                   |          |        |              |              |             |             |        |        |
| Votes blancs             |                   |          |        |              |              |             |             |        |        |
| Votes nuls               |                   |          |        |              |              |             |             |        |        |
| Total                    | Total             | Total    | Total  |              | 100          |             | 100         | 35     | 6      |
| Absentions               |                   |          |        |              |              |             |             |        |        |
| Inscrits / participation |                   |          |        |              |              |             |             |        |        |

### Ingwiller
- Maire sortant : Hans Doeppen (DVD)
- 27 sièges à pourvoir au conseil municipal (population légale 2022 : 3 993 habitants)
- 9 sièges à pourvoir au conseil communautaire (CC de Hanau-La Petite Pierre)

| Tête de liste | Tête de liste | Parti(s) | Nuance | Premier tour | Premier tour | Second tour | Second tour | Sièges | Sièges |
| Tête de liste | Tête de liste | Parti(s) | Nuance | Voix         | %            | Voix        | %           | CM     | CC     |
| ------------- | ------------- | -------- | ------ | ------------ | ------------ | ----------- | ----------- | ------ | ------ |

### Lampertheim
- Maire sortante : Murielle Fabre (DVD)
- 23 sièges à pourvoir au conseil municipal (population légale 2022 : 3 475 habitants)
- 1 siège à pourvoir au conseil communautaire (Eurométropole de Strasbourg)

| Tête de liste | Tête de liste | Parti(s) | Nuance | Premier tour | Premier tour | Second tour | Second tour | Sièges | Sièges |
| Tête de liste | Tête de liste | Parti(s) | Nuance | Voix         | %            | Voix        | %           | CM     | CC     |
| ------------- | ------------- | -------- | ------ | ------------ | ------------ | ----------- | ----------- | ------ | ------ |

### Lingolsheim
- Maire sortante : Catherine Graef-Eckert (LR)
- 35 sièges à pourvoir au conseil municipal (population légale 2022 : 20 683 habitants)
- 4 sièges à pourvoir au conseil communautaire (Eurométropole de Strasbourg)

| Tête de liste | Tête de liste | Parti(s) | Nuance | Premier tour | Premier tour | Second tour | Second tour | Sièges | Sièges |
| Tête de liste | Tête de liste | Parti(s) | Nuance | Voix         | %            | Voix        | %           | CM     | CC     |
| ------------- | ------------- | -------- | ------ | ------------ | ------------ | ----------- | ----------- | ------ | ------ |

### Marckolsheim
- Maire sortant : Frédéric Pfliegersdoerffer (UDI)
- 27 sièges à pourvoir au conseil municipal (population légale 2022 : 4 384 habitants)
- 8 sièges à pourvoir au conseil communautaire (CC du Ried de Marckolsheim)

| Tête de liste | Tête de liste | Parti(s) | Nuance | Premier tour | Premier tour | Second tour | Second tour | Sièges | Sièges |
| Tête de liste | Tête de liste | Parti(s) | Nuance | Voix         | %            | Voix        | %           | CM     | CC     |
| ------------- | ------------- | -------- | ------ | ------------ | ------------ | ----------- | ----------- | ------ | ------ |

### Marlenheim
- Maire sortant : Daniel Fischer (DVD)
- 27 sièges à pourvoir au conseil municipal (population légale 2022 : 4 200 habitants)
- 7 sièges à pourvoir au conseil communautaire (CC de la Mossig et du Vignoble)

| Tête de liste | Tête de liste | Parti(s) | Nuance | Premier tour | Premier tour | Second tour | Second tour | Sièges | Sièges |
| Tête de liste | Tête de liste | Parti(s) | Nuance | Voix         | %            | Voix        | %           | CM     | CC     |
| ------------- | ------------- | -------- | ------ | ------------ | ------------ | ----------- | ----------- | ------ | ------ |

### Mertzwiller
- Maire sortant : Michel Schweighoeffer (SE)
- 23 sièges à pourvoir au conseil municipal (population légale 2022 : 3 367 habitants)
- 5 sièges à pourvoir au conseil communautaire (CC du Pays de Niederbronn-les-Bains)

| Tête de liste | Tête de liste | Parti(s) | Nuance | Premier tour | Premier tour | Second tour | Second tour | Sièges | Sièges |
| Tête de liste | Tête de liste | Parti(s) | Nuance | Voix         | %            | Voix        | %           | CM     | CC     |
| ------------- | ------------- | -------- | ------ | ------------ | ------------ | ----------- | ----------- | ------ | ------ |

### Molsheim
- Maire sortant : Laurent Furst (LR)
- 29 sièges à pourvoir au conseil municipal (population légale 2022 : 9 328 habitants)
- 10 sièges à pourvoir au conseil communautaire (CC de la Région de Molsheim-Mutzig)

| Tête de liste            | Tête de liste  | Parti(s) | Nuance | Premier tour | Premier tour | Second tour | Second tour | Sièges | Sièges |
| Tête de liste            | Tête de liste  | Parti(s) | Nuance | Voix         | %            | Voix        | %           | CM     | CC     |
| ------------------------ | -------------- | -------- | ------ | ------------ | ------------ | ----------- | ----------- | ------ | ------ |
|                          | Laurent Furst, | LR       |        |              |              |             |             |        |        |
|                          |                |          |        |              |              |             |             |        |        |
| Exprimés                 |                |          |        |              |              |             |             |        |        |
| Votes blancs             |                |          |        |              |              |             |             |        |        |
| Votes nuls               |                |          |        |              |              |             |             |        |        |
| Total                    | Total          | Total    | Total  |              | 100          |             | 100         | 29     | 10     |
| Absentions               |                |          |        |              |              |             |             |        |        |
| Inscrits / participation |                |          |        |              |              |             |             |        |        |

### Mundolsheim
- Maire sortante : Béatrice Bulou (DVG)
- 29 sièges à pourvoir au conseil municipal (population légale 2022 : 5 236 habitants)
- 1 siège à pourvoir au conseil communautaire (Eurométropole de Strasbourg)

| Tête de liste | Tête de liste | Parti(s) | Nuance | Premier tour | Premier tour | Second tour | Second tour | Sièges | Sièges |
| Tête de liste | Tête de liste | Parti(s) | Nuance | Voix         | %            | Voix        | %           | CM     | CC     |
| ------------- | ------------- | -------- | ------ | ------------ | ------------ | ----------- | ----------- | ------ | ------ |

### Mutzig
- Maire sortant : Jean-Luc Schickelé (DVD)
- 29 sièges à pourvoir au conseil municipal (population légale 2022 : 6 101 habitants)
- 6 sièges à pourvoir au conseil communautaire (CC de la Région de Molsheim-Mutzig)

| Tête de liste | Tête de liste | Parti(s) | Nuance | Premier tour | Premier tour | Second tour | Second tour | Sièges | Sièges |
| Tête de liste | Tête de liste | Parti(s) | Nuance | Voix         | %            | Voix        | %           | CM     | CC     |
| ------------- | ------------- | -------- | ------ | ------------ | ------------ | ----------- | ----------- | ------ | ------ |

### Niederbronn-les-Bains
- Maire sortante : Anne Guillier (DVD)
- 27 sièges à pourvoir au conseil municipal (population légale 2022 : 4 372 habitants)
- 6 sièges à pourvoir au conseil communautaire (CC du Pays de Niederbronn-les-Bains)

| Tête de liste | Tête de liste | Parti(s) | Nuance | Premier tour | Premier tour | Second tour | Second tour | Sièges | Sièges |
| Tête de liste | Tête de liste | Parti(s) | Nuance | Voix         | %            | Voix        | %           | CM     | CC     |
| ------------- | ------------- | -------- | ------ | ------------ | ------------ | ----------- | ----------- | ------ | ------ |

### Oberhausbergen
- Maire sortante : Cécile Delattre (UDI)
- 29 sièges à pourvoir au conseil municipal (population légale 2022 : 5 652 habitants)
- 1 siège à pourvoir au conseil communautaire (Eurométropole de Strasbourg)

| Tête de liste | Tête de liste | Parti(s) | Nuance | Premier tour | Premier tour | Second tour | Second tour | Sièges | Sièges |
| Tête de liste | Tête de liste | Parti(s) | Nuance | Voix         | %            | Voix        | %           | CM     | CC     |
| ------------- | ------------- | -------- | ------ | ------------ | ------------ | ----------- | ----------- | ------ | ------ |

### Oberhoffen-sur-Moder
- Maire sortante : Cathy Koessler-Herrmann (SE)
- 29 sièges à pourvoir au conseil municipal (population légale 2022 : 3 878 habitants)
- 2 sièges à pourvoir au conseil communautaire (CA de Haguenau)

| Tête de liste | Tête de liste | Parti(s) | Nuance | Premier tour | Premier tour | Second tour | Second tour | Sièges | Sièges |
| Tête de liste | Tête de liste | Parti(s) | Nuance | Voix         | %            | Voix        | %           | CM     | CC     |
| ------------- | ------------- | -------- | ------ | ------------ | ------------ | ----------- | ----------- | ------ | ------ |

### Obernai
- Maire sortant : Bernard Fischer (LR), ne se représente pas[8]
- 33 sièges à pourvoir au conseil municipal (population légale 2022 : 12 303 habitants)
- 13 sièges à pourvoir au conseil communautaire (CC du Pays de Sainte-Odile)

| Tête de liste            | Tête de liste | Parti(s) | Nuance | Premier tour | Premier tour | Second tour | Second tour | Sièges | Sièges |
| Tête de liste            | Tête de liste | Parti(s) | Nuance | Voix         | %            | Voix        | %           | CM     | CC     |
| ------------------------ | ------------- | -------- | ------ | ------------ | ------------ | ----------- | ----------- | ------ | ------ |
|                          | Isabelle Suhr | DVD      |        |              |              |             |             |        |        |
|                          |               |          |        |              |              |             |             |        |        |
| Exprimés                 |               |          |        |              |              |             |             |        |        |
| Votes blancs             |               |          |        |              |              |             |             |        |        |
| Votes nuls               |               |          |        |              |              |             |             |        |        |
| Total                    | Total         | Total    | Total  |              | 100          |             | 100         | 33     | 13     |
| Absentions               |               |          |        |              |              |             |             |        |        |
| Inscrits / participation |               |          |        |              |              |             |             |        |        |

### Ostwald
- Maire sortante : Fabienne Baas (DVG)
- 33 sièges à pourvoir au conseil municipal (population légale 2022 : 13 492 habitants)
- 2 sièges à pourvoir au conseil communautaire (Eurométropole de Strasbourg)

| Tête de liste | Tête de liste | Parti(s) | Nuance | Premier tour | Premier tour | Second tour | Second tour | Sièges | Sièges |
| Tête de liste | Tête de liste | Parti(s) | Nuance | Voix         | %            | Voix        | %           | CM     | CC     |
| ------------- | ------------- | -------- | ------ | ------------ | ------------ | ----------- | ----------- | ------ | ------ |

### Plobsheim
- Maire sortante : Michèle Leckler (LR)
- 27 sièges à pourvoir au conseil municipal (population légale 2022 : 4 471 habitants)
- 1 siège à pourvoir au conseil communautaire (Eurométropole de Strasbourg)

| Tête de liste | Tête de liste | Parti(s) | Nuance | Premier tour | Premier tour | Second tour | Second tour | Sièges | Sièges |
| Tête de liste | Tête de liste | Parti(s) | Nuance | Voix         | %            | Voix        | %           | CM     | CC     |
| ------------- | ------------- | -------- | ------ | ------------ | ------------ | ----------- | ----------- | ------ | ------ |

### Reichshoffen
- Maire sortant : Hubert Walter (LR)
- 27 sièges à pourvoir au conseil municipal (population légale 2022 : 5 407 habitants)
- 8 sièges à pourvoir au conseil communautaire (CC du Pays de Niederbronn-les-Bains)

| Tête de liste | Tête de liste | Parti(s) | Nuance | Premier tour | Premier tour | Second tour | Second tour | Sièges | Sièges |
| Tête de liste | Tête de liste | Parti(s) | Nuance | Voix         | %            | Voix        | %           | CM     | CC     |
| ------------- | ------------- | -------- | ------ | ------------ | ------------ | ----------- | ----------- | ------ | ------ |

### Reichstett
- Maire sortant : Georges Schuler (LR)
- 27 sièges à pourvoir au conseil municipal (population légale 2022 : 4 554 habitants)
- 1 siège à pourvoir au conseil communautaire (Eurométropole de Strasbourg)

| Tête de liste | Tête de liste | Parti(s) | Nuance | Premier tour | Premier tour | Second tour | Second tour | Sièges | Sièges |
| Tête de liste | Tête de liste | Parti(s) | Nuance | Voix         | %            | Voix        | %           | CM     | CC     |
| ------------- | ------------- | -------- | ------ | ------------ | ------------ | ----------- | ----------- | ------ | ------ |

### Rosheim
- Maire sortant : Michel Herr (UDI)
- 29 sièges à pourvoir au conseil municipal (population légale 2022 : 5 409 habitants)
- 8 sièges à pourvoir au conseil communautaire (CC des Portes de Rosheim)

| Tête de liste | Tête de liste | Parti(s) | Nuance | Premier tour | Premier tour | Second tour | Second tour | Sièges | Sièges |
| Tête de liste | Tête de liste | Parti(s) | Nuance | Voix         | %            | Voix        | %           | CM     | CC     |
| ------------- | ------------- | -------- | ------ | ------------ | ------------ | ----------- | ----------- | ------ | ------ |

### Saverne
- Maire sortant : Stéphane Leyenberger (LR)
- 33 sièges à pourvoir au conseil municipal (population légale 2022 : 11 323 habitants)
- 17 sièges à pourvoir au conseil communautaire (CC du Pays de Saverne)

| Tête de liste | Tête de liste | Parti(s) | Nuance | Premier tour | Premier tour | Second tour | Second tour | Sièges | Sièges |
| Tête de liste | Tête de liste | Parti(s) | Nuance | Voix         | %            | Voix        | %           | CM     | CC     |
| ------------- | ------------- | -------- | ------ | ------------ | ------------ | ----------- | ----------- | ------ | ------ |

### Schweighouse-sur-Moder
- Maire sortant : Philippe Specht (UDI)
- 29 sièges à pourvoir au conseil municipal (population légale 2022 : 5 116 habitants)
- 3 sièges à pourvoir au conseil communautaire (CA de Haguenau)

| Tête de liste | Tête de liste | Parti(s) | Nuance | Premier tour | Premier tour | Second tour | Second tour | Sièges | Sièges |
| Tête de liste | Tête de liste | Parti(s) | Nuance | Voix         | %            | Voix        | %           | CM     | CC     |
| ------------- | ------------- | -------- | ------ | ------------ | ------------ | ----------- | ----------- | ------ | ------ |

### Scherwiller
- Maire sortant : Olivier Sohler (DVD)
- 23 sièges à pourvoir au conseil municipal (population légale 2022 : 3 121 habitants)
- 4 sièges à pourvoir au conseil communautaire (CC de Sélestat)

| Tête de liste | Tête de liste | Parti(s) | Nuance | Premier tour | Premier tour | Second tour | Second tour | Sièges | Sièges |
| Tête de liste | Tête de liste | Parti(s) | Nuance | Voix         | %            | Voix        | %           | CM     | CC     |
| ------------- | ------------- | -------- | ------ | ------------ | ------------ | ----------- | ----------- | ------ | ------ |

### Schiltigheim
- Maire sortante : Danielle Dambach (LÉ)
- 39 sièges à pourvoir au conseil municipal (population légale 2022 : 34 382 habitants)
- 7 sièges à pourvoir au conseil communautaire (Eurométropole de Strasbourg)

| Tête de liste | Tête de liste | Parti(s) | Nuance | Premier tour | Premier tour | Second tour | Second tour | Sièges | Sièges |
| Tête de liste | Tête de liste | Parti(s) | Nuance | Voix         | %            | Voix        | %           | CM     | CC     |
| ------------- | ------------- | -------- | ------ | ------------ | ------------ | ----------- | ----------- | ------ | ------ |

### Sélestat
- Maire sortant : Marcel Bauer (LR)
- 33 sièges à pourvoir au conseil municipal (population légale 2022 : 19 523 habitants)
- 21 sièges à pourvoir au conseil communautaire (CC de Sélestat)

| Tête de liste | Tête de liste | Parti(s) | Nuance | Premier tour | Premier tour | Second tour | Second tour | Sièges | Sièges |
| Tête de liste | Tête de liste | Parti(s) | Nuance | Voix         | %            | Voix        | %           | CM     | CC     |
| ------------- | ------------- | -------- | ------ | ------------ | ------------ | ----------- | ----------- | ------ | ------ |

### Seltz
- Maire sortant : Jean-Luc Ball (DVD)
- 23 sièges à pourvoir au conseil municipal (population légale 2022 : 3 168 habitants)
- 5 sièges à pourvoir au conseil communautaire (CC de la Plaine du Rhin)

| Tête de liste | Tête de liste | Parti(s) | Nuance | Premier tour | Premier tour | Second tour | Second tour | Sièges | Sièges |
| Tête de liste | Tête de liste | Parti(s) | Nuance | Voix         | %            | Voix        | %           | CM     | CC     |
| ------------- | ------------- | -------- | ------ | ------------ | ------------ | ----------- | ----------- | ------ | ------ |

### Souffelweyersheim
- Maire sortant : Pierre Perrin (UDI)
- 29 sièges à pourvoir au conseil municipal (population légale 2022 : 8 182 habitants)
- 1 siège à pourvoir au conseil communautaire (Eurométropole de Strasbourg)

| Tête de liste | Tête de liste | Parti(s) | Nuance | Premier tour | Premier tour | Second tour | Second tour | Sièges | Sièges |
| Tête de liste | Tête de liste | Parti(s) | Nuance | Voix         | %            | Voix        | %           | CM     | CC     |
| ------------- | ------------- | -------- | ------ | ------------ | ------------ | ----------- | ----------- | ------ | ------ |

### Soufflenheim
- Maire sortant : Camille Scheydecker (LR)
- 27 sièges à pourvoir au conseil municipal (population légale 2022 : 4 775 habitants)
- 5 sièges à pourvoir au conseil communautaire (CC du Pays Rhénan)

| Tête de liste | Tête de liste | Parti(s) | Nuance | Premier tour | Premier tour | Second tour | Second tour | Sièges | Sièges |
| Tête de liste | Tête de liste | Parti(s) | Nuance | Voix         | %            | Voix        | %           | CM     | CC     |
| ------------- | ------------- | -------- | ------ | ------------ | ------------ | ----------- | ----------- | ------ | ------ |

### Soultz-sous-Forêts
- Maire sortant : Christophe Schimpf (SE)
- 23 sièges à pourvoir au conseil municipal (population légale 2022 : 3 125 habitants)
- 6 sièges à pourvoir au conseil communautaire (CC de l'Outre-Forêt)

| Tête de liste | Tête de liste | Parti(s) | Nuance | Premier tour | Premier tour | Second tour | Second tour | Sièges | Sièges |
| Tête de liste | Tête de liste | Parti(s) | Nuance | Voix         | %            | Voix        | %           | CM     | CC     |
| ------------- | ------------- | -------- | ------ | ------------ | ------------ | ----------- | ----------- | ------ | ------ |

### Strasbourg
- Maire sortante : Jeanne Barseghian (LÉ)
- 65 sièges à pourvoir au conseil municipal (population légale 2022 : 291 709 habitants)
- 49 sièges à pourvoir au conseil communautaire (Eurométropole de Strasbourg)

| Tête de liste            | Tête de liste      | Parti(s) | Nuance | Premier tour | Premier tour | Second tour | Second tour | Sièges | Sièges |
| Tête de liste            | Tête de liste      | Parti(s) | Nuance | Voix         | %            | Voix        | %           | CM     | CC     |
| ------------------------ | ------------------ | -------- | ------ | ------------ | ------------ | ----------- | ----------- | ------ | ------ |
|                          | Jeanne Barseghian, | LÉ       |        |              |              |             |             |        |        |
|                          |                    |          |        |              |              |             |             |        |        |
| Exprimés                 |                    |          |        |              |              |             |             |        |        |
| Votes blancs             |                    |          |        |              |              |             |             |        |        |
| Votes nuls               |                    |          |        |              |              |             |             |        |        |
| Total                    | Total              | Total    | Total  |              | 100          |             | 100         | 65     | 49     |
| Absentions               |                    |          |        |              |              |             |             |        |        |
| Inscrits / participation |                    |          |        |              |              |             |             |        |        |

### Truchtersheim
- Maire sortant : Justin Vogel (LR)
- 27 sièges à pourvoir au conseil municipal (population légale 2022 : 4 328 habitants)
- 6 sièges à pourvoir au conseil communautaire (CC du Kochersberg)

| Tête de liste | Tête de liste | Parti(s) | Nuance | Premier tour | Premier tour | Second tour | Second tour | Sièges | Sièges |
| Tête de liste | Tête de liste | Parti(s) | Nuance | Voix         | %            | Voix        | %           | CM     | CC     |
| ------------- | ------------- | -------- | ------ | ------------ | ------------ | ----------- | ----------- | ------ | ------ |

### Val-de-Moder
- Maire sortant : Jean-Denis Enderlin (DVD)
- 29 sièges à pourvoir au conseil municipal (population légale 2022 : 5 047 habitants)
- 3 sièges à pourvoir au conseil communautaire (CA de Haguenau)

| Tête de liste | Tête de liste | Parti(s) | Nuance | Premier tour | Premier tour | Second tour | Second tour | Sièges | Sièges |
| Tête de liste | Tête de liste | Parti(s) | Nuance | Voix         | %            | Voix        | %           | CM     | CC     |
| ------------- | ------------- | -------- | ------ | ------------ | ------------ | ----------- | ----------- | ------ | ------ |

### Vendenheim
- Maire sortant : Philippe Pfrimmer (DVD)
- 29 sièges à pourvoir au conseil municipal (population légale 2022 : 6 005 habitants)
- 1 siège à pourvoir au conseil communautaire (Eurométropole de Strasbourg)

| Tête de liste | Tête de liste | Parti(s) | Nuance | Premier tour | Premier tour | Second tour | Second tour | Sièges | Sièges |
| Tête de liste | Tête de liste | Parti(s) | Nuance | Voix         | %            | Voix        | %           | CM     | CC     |
| ------------- | ------------- | -------- | ------ | ------------ | ------------ | ----------- | ----------- | ------ | ------ |

### La Wantzenau
- Maire sortante : Michèle Kannengieser (DVD)
- 29 sièges à pourvoir au conseil municipal (population légale 2022 : 5 879 habitants)
- 1 siège à pourvoir au conseil communautaire (Eurométropole de Strasbourg)

| Tête de liste | Tête de liste | Parti(s) | Nuance | Premier tour | Premier tour | Second tour | Second tour | Sièges | Sièges |
| Tête de liste | Tête de liste | Parti(s) | Nuance | Voix         | %            | Voix        | %           | CM     | CC     |
| ------------- | ------------- | -------- | ------ | ------------ | ------------ | ----------- | ----------- | ------ | ------ |

### Wasselonne
- Maire sortante : Michèle Eschlimann (UDI)
- 29 sièges à pourvoir au conseil municipal (population légale 2022 : 5 777 habitants)
- 10 sièges à pourvoir au conseil communautaire (CC de la Mossig et du Vignoble)

| Tête de liste | Tête de liste | Parti(s) | Nuance | Premier tour | Premier tour | Second tour | Second tour | Sièges | Sièges |
| Tête de liste | Tête de liste | Parti(s) | Nuance | Voix         | %            | Voix        | %           | CM     | CC     |
| ------------- | ------------- | -------- | ------ | ------------ | ------------ | ----------- | ----------- | ------ | ------ |

### Weyersheim
- Maire sortante : Sylvie Roehlly (DVD)
- 27 sièges à pourvoir au conseil municipal (population légale 2022 : 3 515 habitants)
- 6 sièges à pourvoir au conseil communautaire (CC de la Basse-Zorn)

| Tête de liste | Tête de liste | Parti(s) | Nuance | Premier tour | Premier tour | Second tour | Second tour | Sièges | Sièges |
| Tête de liste | Tête de liste | Parti(s) | Nuance | Voix         | %            | Voix        | %           | CM     | CC     |
| ------------- | ------------- | -------- | ------ | ------------ | ------------ | ----------- | ----------- | ------ | ------ |

### Wissembourg
- Maire sortante : Sandra Fischer-Junck (SE)
- 29 sièges à pourvoir au conseil municipal (population légale 2022 : 7 541 habitants)
- 14 sièges à pourvoir au conseil communautaire (CC du Pays de Wissembourg)

| Tête de liste | Tête de liste | Parti(s) | Nuance | Premier tour | Premier tour | Second tour | Second tour | Sièges | Sièges |
| Tête de liste | Tête de liste | Parti(s) | Nuance | Voix         | %            | Voix        | %           | CM     | CC     |
| ------------- | ------------- | -------- | ------ | ------------ | ------------ | ----------- | ----------- | ------ | ------ |

### Wolfisheim
- Maire sortant : Éric Amiet (LR)
- 27 sièges à pourvoir au conseil municipal (population légale 2022 : 4 191 habitants)
- 1 siège à pourvoir au conseil communautaire (Eurométropole de Strasbourg)

| Tête de liste | Tête de liste | Parti(s) | Nuance | Premier tour | Premier tour | Second tour | Second tour | Sièges | Sièges |
| Tête de liste | Tête de liste | Parti(s) | Nuance | Voix         | %            | Voix        | %           | CM     | CC     |
| ------------- | ------------- | -------- | ------ | ------------ | ------------ | ----------- | ----------- | ------ | ------ |